# Тангра
Вижте пояснителната страница за други значения на Тангра.
Тангра (срещано също като Тенгри или Тенгер) е името на върховния бог в древната тюркска, хунска, монголска, прабългарска и алтайска религия, наречена тенгризъм.

## Етимология
Думата произлиза от тюркския корен teŋri / taŋrɨ със значение „бог“, „небе“. Той се сближава с шумерския бог Денгер. Според Старостин значението „небе“ е вторично. Тюркският вариант на думата е Tanrı и означава „бог“. В монголските езици коренът taŋgarag означава „клетва“, а в тунгусо-манджурските taŋrān значи „разказвам“. Интересно е значението, което е придобила думата в унгарския език: tenger – „море“, което не изключва такова значение в прабългарския.
Името е свързано с върха Хан Тенгри в планината Тяншан. Този връх се е почитал като свещен.

## Бог на прабългарите
До приемане на християнството през 864 г. Тангра (Небето) вероятно се е считал за върховен бог на прабългарите. Сред доказателствата за бог Тангра в българския пантеон е Колоната от Мадара, съхранявана в Националния археологически институт с музей в София. На нея личи полуизтрит надпис на старогръцки, в който се разчита името Тангра – ТАГГРА (на гръцки „ГГ“ се чете „НГ“), а проф. Бешевлиев в своята дешифровка добавя и думата „бог“ (ΘYO).
Като доказателство за тенгризма на прабългарите често се използва и сборник на Германската академия на науките от 1866 г. В монография вътре се цитира османско-турски препис на средновековен арабски текст с автор Ибн Кутайба, който на свой ред се позовава на неидентифициран византийски текст, където се споменава Божието име на разни езици, като в езика на прабългарите посоченото име е Тенгри:
| „ | Турски ръкопис, част от колекцията на Диц в Берлинската кралска библиотека, наред с най-различни неща съдържа и редица въпроси на византийски император (Ираклий) към (бъдещия халиф) Муавия, от които първият е „Кои са светите имена на славния Бог на всички езици?“ Халифът му ги назовава на 13 езика; между другото казва: „В езика на (пра)българите (въпросното име) е Tangry (bulghar dilinge tangry-dir)“. | “ |

## Други
На Тангра е наречена улица в квартал „Орландовци“ в София (Карта).